# 国王驾崩，国王万岁！

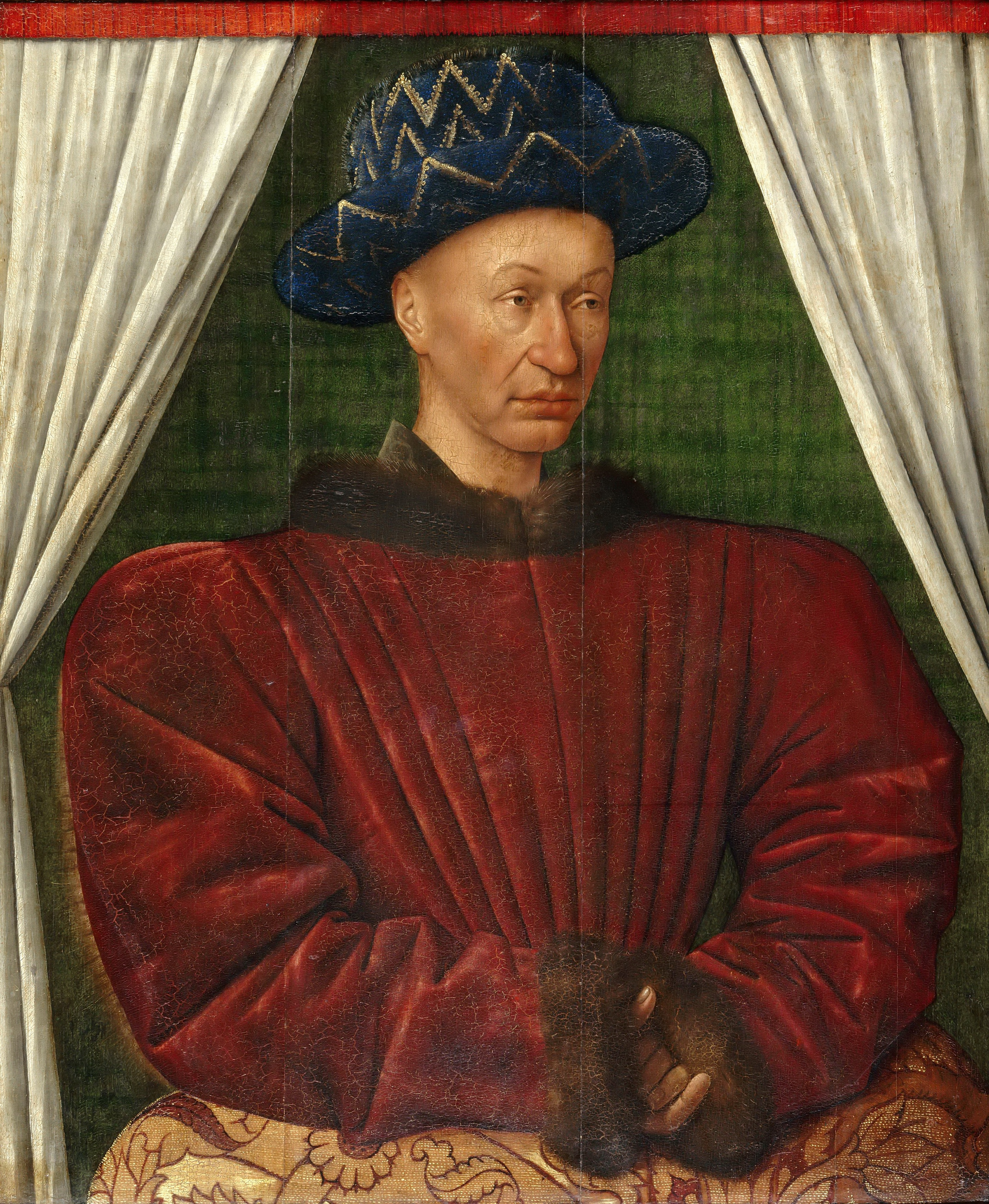
“国王驾崩，国王万岁！”在查理六世国王逝世时首次使用，这句话用于宣布他的儿子查理七世为国王。

“国王驾崩，国王万岁！”（法語：Le roi est mort, vive le roi!）是各国新君主登基或即位后的传统宣言。这个看似矛盾的短语同时宣布了前任君主的逝世，并向新君主致意来确保政权的稳定。
最近，这个短语已成为流行的短语模板。鉴于这个短语的令人难忘的性质（由于epanalepsis）以及它的历史意义，这个短语经常作为文章、社论或关于继任或替换主题的广告的标题出现。国际联盟的创始者之一羅伯特·塞西爾在国际联盟最后一届会议上以一句著名的话结束了他的演讲：“国际联盟正式终结，联合国万岁！”

## 起源
原句出自法语，在法蘭西國王查理六世于1422年逝世，其子查理七世即位时首次使用。在法国，传统上是由法国的高级贵族于泽斯公爵在装有前任国王遗体的棺材放入圣但尼圣殿时说出。这句话从衍生而来—权力移交在前任君主驾崩的那一刻就会发生。“国王驾崩”中的“国王”指的是刚刚逝世的前君主，“国王万岁”中的“国王”则指在前任君主去世后立即继承王位的继承人。
当时，法语是英格兰贵族的主要语言，该宣言很快被认为是同一传统的一个典型案例—这在英格兰可以追溯到1272年，当时亨利三世逝世，但他的儿子爱德华一世尚在参与十字军东征。为避免因王位继承顺序而爆发王位繼承戰爭，王室宣布：“王位永不空，国永无君。”故爱德华在缺席的情况下自动登基，直到他父亲的死讯传到他那里，他才返回英格兰。另一个例子是法国皇室成员。在法国，路易十五是路易十六的上任君主。路易十五于1774年5月10日下午11时许驾崩时，王太子路易·奥古斯特自动登基，成为路易十六。这种统治权的快速移交就是在“国王驾崩，国王万岁！”这句话中完成的。

## 用法
在丹麦，首相在克里斯蒂安堡宫（议会大楼）的阳台上在君主去世时发表了类似的声明——向国王致敬，国王已死（丹麥語：Kongen leve, kongen er død）。这是一个官方声明，标志着新君主在旧君主驾崩后自动登基。这是因为腓特烈三世在1660年确立世袭制和君主专制，废除了加冕仪式。当时丹麦君主具有至高无上的权威，只对上帝负责，王冠就是与生俱来的，而不是只有在父亲死后得到贵族和教会的认可才能得到的东西。随着1849年丹麦确立君主立宪制，王权受限，但他对王位的要求仍然是无可争议的和绝对的。
在某些君主制国家中，例如英国，通常通过在短语后面使用立即移交权力的想法来避免空位時代（即王位继承人在其前任去世后自动登基）。这个著名的短语表示主权的连续性，附属于一种个人权力形式——权威（拉丁語：Auctoritas）。在其他的君主制国家中，情况并非总是如此，新君主的统治仅以加冕典礼或其他一些正式或传统的事件开始。例如，波兰立陶宛联邦采用选举君主制，过渡期因此相对较长。在那段时间里，波兰主教長担任interrex（两届国王之间的统治者）恩斯特·坎托罗维奇的《国王的两具身体》（1957年）一书展示了权威从已故君主转移到新的君主的过程。
1936年1月，因乔治五世逝世，爱德华八世在“国王驾崩，国王万岁！”声中登基，后退位。
在泰国，总理巴育·占奥差以“拉玛九世国王普密蓬国王陛下逝世，新国王陛下万岁”结束了2016年10月13日关于普密蓬驾崩的全国电视讲话。

### 其他用法
在英国和其他允许女性继承王位的国家，短语可被修改以适应不同性别君主之间的继承，例如：
女王驾崩，国王万岁！
上面一句在2022年伊利沙白二世驾崩后查爾斯三世继位时使用，或者：
国王驾崩，女王万岁！——英国报纸存档中心
而这一句在1952年乔治六世驾崩后其女儿伊丽莎白二世继位时使用，其次：
女王驾崩，女王万岁！
在1558年玛丽一世驾崩后，她同父异母的妹妹伊丽莎白一世继位，便使用了这句。

### 遞迴用法
在其他情况下，该短语经常被使用并改编为短语模板来制作“雪克隆”，例如：
革命死了！—革命万岁！——卡尔·马克思
纸张已故，纸张万岁！——蒂姆·马里
JavaScript已死，ECMAScript万岁！——阿雷克·纳沃
维基百科已死，维基百科万岁！——塞缪尔·克莱因
Python已死，Python万岁！——保罗·达克林
演讲完毕，演讲万岁！——凯莉·雷德曼
选举结束，选举万岁！
——「黨」
草案已死，草案万岁！
——褚簡寧